# Tegula brunnea
Tegula brunnea är en snäckart som beskrevs av Philippi 1848. Tegula brunnea ingår i släktet Tegula och familjen pärlemorsnäckor. Inga underarter finns listade i Catalogue of Life.